# 黃建業 (香港企業家)
黃建業（1949年—）為美聯集團之創辦人、主席及執行董事，亦為集團薪酬委員會 （页面存档备份，存于）及提名委員會之成員並領導主席辦公室。黃先生於一九七三年成立美聯物業及自一九九三年起出任公司主席。彼負責策劃集團整體企業發展方向及策略，以及領導集團的管理層。
黃先生在香港、中國及海外地產代理業務擁有超過40年經驗。彼是按揭經紀業務之先驅，將按揭轉介服務引進香港。
黃先生目前為香港專業人士協會 （页面存档备份，存于）副會長，以及美聯慈善基金有限公司 （页面存档备份，存于）之主席及終生董事。
此外，黃先生曾於二零零五年至二零一零年出任深圳市全國政協委員會委員、於二零零六年至二零一零年出任香港地產代理監管局成員、以及於二零零六年及二零零七年出任香港特別行政區政府中央政策組非全職顧問。

## 生平
黃建業中學時期就讀於中華基督教會何福堂書院 ，於1969年畢業。他曾於銀行工作，有見本地地產市道日漸暢旺，早在23歲時就已創立自己事業，於1973年與友人合夥，在美孚新邨開設首間美聯物業分行，於3月1日開業後不久，即碰上「73股災」，恒指由1,700點連番下挫至150點。經過逾兩年艱苦歲月，樓市由75年起開始轉旺，美聯物業的業務亦不斷發展，更為黃建業賺到第一桶金，與創業拍檔合資9萬元購入一個美孚新邨單位居住。
美聯乘70年代末期香港經濟起飛，生意愈做愈大。黃建業為行業引入佣金及培訓制度，又率先進行電腦化，確立「年終無休」的營業方式，成為代理業專業化的先驅。
隨著美聯的業務發展，黃建業的收入也豐厚起來，將賺來的錢購入物業自住或投資，81年已遷入美孚新邨三面單邊兼全向海的則王單位，後來先後遷入天后金龍台、北角半山指標豪宅賽西湖、然後搬入淺水灣，96年起更於身份象徵山頂置業。
在置業投資的同時，黃建業不忘拓展美聯業務，86年移民加拿大時，目睹當地樓市運作方式，決心將外國經驗引入香港，91年回流後，即著手將美聯業務擴大，推行企業化、規範化，提升運作效率，終於在95年6月8日，成功令美聯物業在港交所主板掛牌，成為本港首間上市地產代理公司。
美聯物業不斷發展，更改名為美聯集團，業務橫跨物業買賣與租賃代理、按揭轉介、財富管理、測量及物業估值、移民顧問等範疇。黃建業在香港、中國及海外地產代理業務擁有超過40年經驗，更是按揭轉介行業之先驅，於2000年與長江實業及美國運通銀行合資成立「經絡集團有限公司 （页面存档备份，存于）」，將按揭轉介服務引進香港。更於2007年將工商舖業務於創業板公司上市，再而轉到主板掛牌。
美聯上市後大肆擴張，97年曾連環開設百間分行，豈料一場亞洲金融風暴，業務即時遇到挫折。黃建業秉承靈活應變策略，98年至02年間急速收縮業務，直到03年沙士後才再踏擴張步伐。
美聯至今發展為有幾百間分行，業務遍及中、港、澳的上市公司，以營業額、分行及員工數目計是香港龍頭大行之一。黃為人低調，鮮有接受傳媒訪問。2008年，黃建業亦曾榮獲由資本企業家雜誌頒發的「十大傑出企業家2008」獎項，表揚其對集團員工、地產代理業界及香港繁榮作出的貢獻。
08年底美國推出量化寬鬆措施(QE)，黃建業預見全球資金充裕，物業勢必升值，在09年起大手出擊掃貨，特別集中於商廈及舖位，可見投資眼光準確。
黃建業踏入60之齡，斥2.5億元購入的灣仔駱克道商廈改建成精品酒店，創立品牌「麗駿」(Brighton)，涉足酒店業。

## 公職
- 前香港特別行政區政府中央政策組非全職顧問
- 前深圳市全國政協委員會委員
- 前香港地產代理監管局成員
- 美聯慈善基金有限公司 （页面存档备份，存于）之主席及終生董事
- 香港專業人士協會 （页面存档备份，存于）副會長

## 成功座右銘
- 天道酬勤 地道酬善 商道酬信 業道酬精 [17]
- 自强不息，終身學習，智識改變人生[18]
- 一生一個職業、一生一個投資[19]
- 堅毅不拔精神乃智慧之本[18]

## 外部連結
- 美聯集團 （页面存档备份，存于）
- 美聯集團：年報 （页面存档备份，存于）
- 美聯物業 （页面存档备份，存于）

| 商界職務 | 商界職務                          | 商界職務    |
| -------- | --------------------------------- | ----------- |
| 新頭銜   | 美聯物業董事會主席 1973年－1993年 | 繼任： 自己 |
| 新頭銜   | 美聯集團董事會主席 1993年－       | 繼任： 現任 |